# 池袋モンパルナス
池袋モンパルナス（いけぶくろモンパルナス）とは、大正の終わり頃から第二次世界大戦の終戦頃（1920年代から1940年代）にかけて、池袋周辺（東京都豊島区西池袋、椎名町、千早町、長崎、南長崎、要町）に存在したアトリエ村（貸し住居付きアトリエ群）と、そこを拠点とした芸術家によって作られた文化圏の呼称。この地域に暮らした画家、音楽家、詩人などさまざまな種類の芸術家が行った芸術活動および熱く語った文化全体もさす。

## 概要

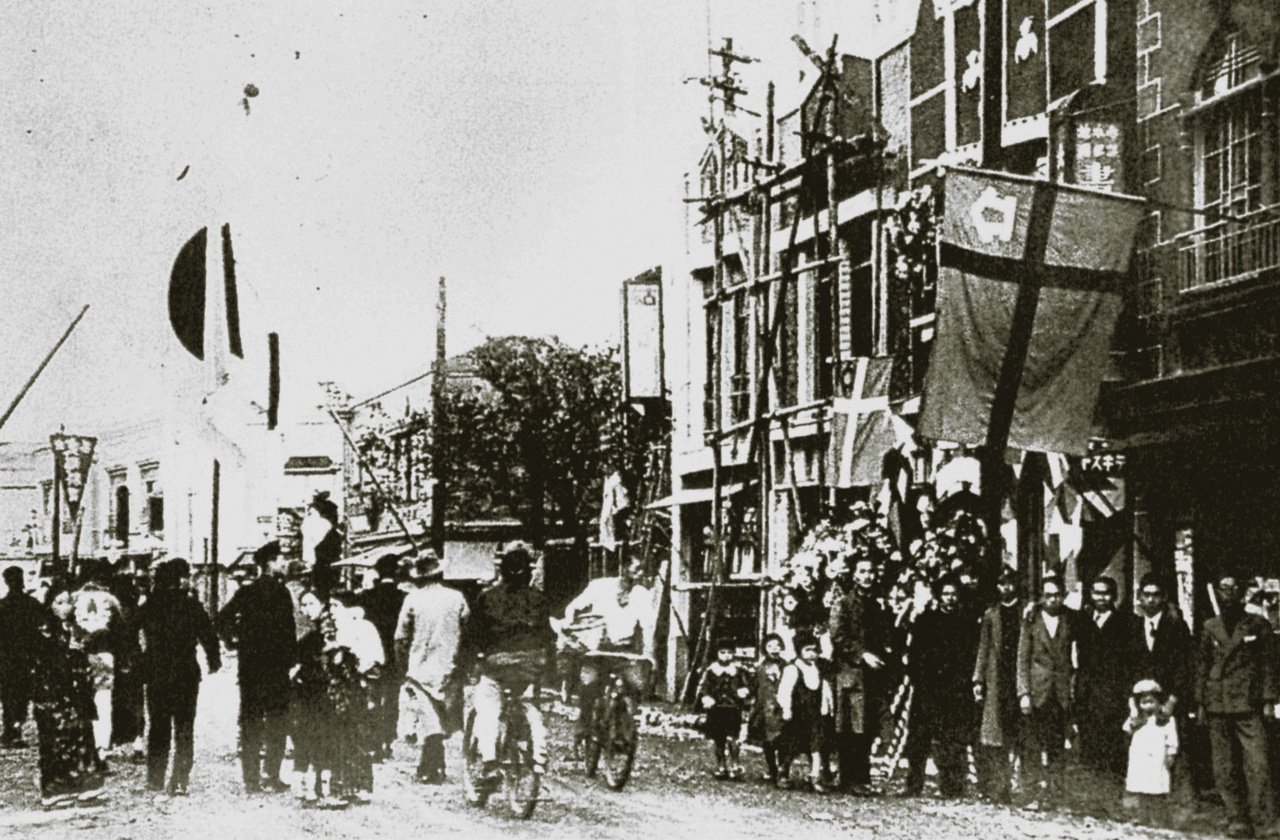
池袋の立教通り商店街（1931年）

アトリエ村文化が栄えた場所が池袋を中心とした繁華街であった。岡本一平が「新宿オンパレード」（1933年8月30日）の中で、1929年から1932年にかけての欧州滞在の経験に基づき、「銀座をモンマルトルとすれば、新宿はモンパルナス」と述べ、小熊秀雄が『サンデー毎日』1938年7月31日にエッセイ「池袋モンパルナス」を書いている。しかし池袋モンパルナスの名は一般化されず、1925年にはパリのモンパルナス地区で、のちの独立美術協会となる1930年協会のメンバーによって、その会名に「モンパルナス会」などが候補としてあがったが、結局翌年「1930年協会」として発足する。
1940年頃にこの活動は頂点に達するが、戦況の悪化により多くの芸術家が戦争で召集される、もしくは疎開したうえ、1945年4月13日の空襲で打撃を受け終息していく。戦後は、戦争で家を失った人々が入居もするが、残存した芸術家に新たな芸術家も加わり前衛美術運動の拠点ともなる。安部公房、勅使河原宏、瀬木慎一などが出入りした。
また太平洋戦争で、1944年の空襲により甚大な被害を受けた沖縄で、学者出身の軍人ジェームス・T・ワトキンスやウィラード・A・ハンナ少佐らが、沖縄の伝統文化を守るという指針を作り、山本恵一や大城皓也がかかわり新しく建設されたアトリエ村、ニシムイ美術村は池袋モンパルナスに影響されたとされる。
近年、豊島区立熊谷守一美術館やアトリエ村資料室などができ、新たな芸術観光スポットとして「池袋モンパルナス」という言葉も一般に使われるようになってきている。
劇団銅鑼が1997年に舞台化し、1999年再演し、池袋演劇祭大賞受賞。この公演をきっかけに“池袋モンパルナスの会”が結成され、現在に至っている。
2016年3月、劇団銅鑼が『池袋モンパルナス』を新演出で再演。

## 池袋モンパルナスにかかわった主な芸術家
- 小熊秀雄
- 熊谷守一
- 靉光
- 寺田政明
- 長谷川利行
- 麻生三郎
- 松本竣介
- 長沢節
- 浜田知明
- 古沢岩美
- 北川民次
- 福沢一郎
- 名井万亀
- 丸木位里
- 丸木俊
- 田中佐一郎
- 若松光一郎
- 林武
- 鶴田吾郎
- 高山良策
- 鳥居敏文
- 山下菊二
- 桂川寛
- 春日部たすく
- 吉井忠
- 鈴木新夫
- 峯孝
- 杉村惇
- 今井繁三郎
- 井上長三郎
- 米倉壽仁

## 池袋モンパルナスにかかわった主な童画家
池袋モンパルナスに関わった主な童画家は以下の人々である。
- 竹久夢二
- 岡落葉
- 渡辺与平
- 渡辺文子
- 蕗谷虹児
- 本田庄太郎
- 川上四郎
- 武井武雄
- 清水良雄
- 初山滋
- 岡本帰一
- 河目悌二
- 村山知義
- 深沢省三
- 深沢紅子
- 黒崎義介
- 安井小弥太
- 鈴木寿雄
- 松山文雄
- 前島とも
- 林義雄
- 茂田井武
- 安泰
- 小島はるよ
- 柳瀬正夢（夏目八朗）
- 丸木俊
- 井口文秀
- 滝平二郎
- 小熊秀雄（旭太郎）

## 参考資料

### ドキュメンタリーDVD
- 怪獣のあけぼの（販売元：TLIP DVD発売日：2006年6月30日、企画・製作：ADK）
  - 怪獣の造型者であった画家の高山良策の生涯を描いた全12回のドキュメンタリー番組を収録したDVD-BOX。高山も池袋モンパルナス出身（ただし、居住したのは戦後）であったため第10回と第11回が「池袋モンパルナス」前後編となっている。俳優の寺田農が現在のアトリエ村跡を訪ね自宅跡などをめぐっている。また、専門家へのインタビューや実相寺昭雄らとの座談会の中で父親である寺田政明について語っている。池袋モンパルナスの画家たちをわかりやすく紹介していて小熊秀雄の詩「池袋モンパルナス」も歌われたものが収録されている。

## 関連文献
- 土方明司 編『池袋モンパルナス 絵画の青春・自由の精神』練馬区立美術館、2000年。 NCID BA81314632。
  - 「池袋モンパルナス展-絵画の青春・自由の精神-」の展覧会カタログ。